# Махов Олександр Володимирович
Олександр Володимирович Махов (нар. 17 квітня 1986, м. Ворошиловград — пом. 04 травня 2022, с. Довгеньке, Харківська область) — український військовослужбовець, сержант Збройних Сил України, військовий журналіст, учасник російсько-української війни, який відзначився і загинув під час відбиття російського вторгнення в Україну. Кавалер ордена «За мужність» III ступеня (2022, посмертно).

## Життєпис
Олександр Махов народився 17 квітня 1986 року в місті Ворошиловграді (нині Луганськ).
З юних років грав у футбол в академії ФК «Зоря» та був активним членом неформального руху вболівальників, а пізніше, вже працюючи на обласному телебаченні, вів програму «Зоряний футбол», котра була присвячена головній команді Луганщини. На сторінці Олександра на сайті «Трибуна героїв» йдеться: «Журналіст» активно підтримував «Зорю» на домашніх та виїзних матчах. Вважався своїм на секторі, хоча й не входив до жодного з колективів...».
Закінчив Східноукраїнський національний університет імені Володимира Даля (спеціальність — журналістика). Працював на Луганському обласному телебаченні, на міському каналі «ІРТА», кореспондентом на телеканалах «Україна», «Україна 24», «Дом» (2021—2022). Висвітлював події із зони бойових дій, вів подкаст «Військкор». 
У 2015 році добровільно мобілізувався, служив зенітником та кулеметником у 57-й окремій мотопіхотній бригаді. Брав участь у бойових діях під Горлівкою — у Зайцевому та Майорську.
2017 року відвідав у відрядженні Антарктиду. 
Від 20 лютого до 5 березня 2020 року був єдиним представником українських ЗМІ, який під час пандемії коронавірусу взяв участь у евакуації групи українських та іноземних громадян з китайського Уханя, а потім — в обсервації у Нових Санжарах на Полтавщині разом з евакуйованими.
З початком повномасштабного російського вторгнення в Україну 2022 року знову пішов на фронт добровольцем у складі 95-ї окремої десантно-штурмової бригади. Загинув 4 травня 2022 року при обороні с. Довгеньке, що на Харківщині, внаслідок обстрілу російських окупантів. Ворожий уламок поцілив у легеню Олександра.
Похований 9 травня 2022 року на Берковецькому кладовищі.
Залишився син Владислав та наречена Анастасія Блищик.

## Вшанування
5 травня 2022 року своє звернення президент України Володимир Зеленський розпочав із повідомлення про загибель журналіста.
- 27 жовтня 2022 року в Києві з'явилася вулиця Олександра Махова[10].
- Його ім'ям в Києві також назвали станцію швидкісного трамвая[11].
- 26 грудня 2022 року в Ізюмі на Харківщині, вулицю Олександра Островського перейменували на вулицю Олександра Махова[12].

## Нагороди
- орден «За мужність» III ступеня (24 травня 2022, посмертно) — за особисту мужність і самовіддані дії, виявлені у захисті державного суверенітету та територіальної цілісності України, вірність військовій присязі[13].

### Відеофрагменти
- «Перед смертю Саша попросив медика передати, що кохає мене». Пам'яті Героя Олександра Махова. на YouTube // Бутусов плюс. — 2022. — 31 жовтня.
- «Я не ставлю на собі хрест. Я хочу бути щасливою» — Анастасія Блищик — Стилет чи Стилос #7 на YouTube // Обличчя Незалежності. — 2022. — 5 листопада.
- Загинув журналіст каналів «Дом» та UA Олександр Махов. Марафон FreeДІМ на YouTube // UATV Channel. — 2022.(рос.)
- Справжній козак з вічною посмішкою на обличчі. На фронті загинув відомий журналіст Олександр Махов на YouTube // Вікна-новини. — 2022. — 5 травня.
- Військкор Олександр МАХОВ: Луганськ, війна, мати, вітчим-бойовик, Антарктида, Ухань, бути живим на YouTube
- Репортаж про мого Олександра [Архівовано 8 травня 2022 у Wayback Machine.]